# کولیو
کولیو (انگلیسی: Coolio؛ زادهٔ ۱ اوت ۱۹۶۳ – ۲۸ سپتامبر ۲۰۲۲) یک موسیقی‌دان اهل ایالات متحده آمریکا بود. وی از سال ۱۹۸۷ میلادی مشغول فعالیت بوده. معروفترین کارش بهشت گانگسترها در آلبوم به همین نام است. این ترانه برنده بهترین اجرای رپ در گرمی سال ۱۹۹۶ شد.
از فیلم‌ها یا برنامه‌های تلویزیونی که وی در آن نقش داشته است می‌توان به بتمن و رابین، بی‌باک اشاره کرد.
وی در سال 2014 به تعلیم و تمرین اعضای گروه مشهور و جهانی بی تی اس در برنامهBangtan  Boys American Hustle Life پرداخت

وی در تاریخ ۲۸ سپتامبر سال ۲۰۲۲ در سن ۵۹ سالگی درگذشت.